# Blues Saraceno
Blues Saraceno (Hartford, 1971. október 17. –) amerikai rockgitáros, zeneszerző, zenei producer.  

## Pályafutása
A Blues Saraceno zenész szülők gyermekeként született, akik fiatalon megismertették számos hangszerrel. Kilenc évesen kezdett gitározni. Tizenhárom évesen eltörte a könyökét, amikor leesett egy gokartról. Megkérte az orvost, hogy helyezze el úgy a gipszet, hogy lkivehesse a hevederből, amikor gitározik.
16 éves korában fedezte fel a Guitar for the Practicing Musician magazin. Olyan nevek merültek föl vele kapcsolatban, mint Jeff Beck, és Eric Clapton. Számtalan zenész mellett szerepelt, több zenekarban is játszott. 1994-től egy ideig a Poison nevű rockbanda szólógitárosa volt.
A zeneszerető apa minden nap lemezeket hallgatott, mielőtt munkába indult. Ezáltal fia korán kapcsolatba került olyan művészek zenéjével, mint az Iron Maiden, Carlos Santana és az The Allman Brothers Band. Kilenc évesen Blues megkapta első gitárját. Tizenhárom évesen egy balesetet követően kezdett több időt fektetni a hangszerbe, és folytatta stílusának fejlesztését, miközben szülei barátjának zeneboltjában dolgozott.
A Saraceno leendő menedzsere, Brian Cohen egy zeneboltot is birtokolt. Cohen meghallgatta Blues gitárjátékát, és le volt nyűgözve. Megbeszélt neki egy találkozót az Ibanez cég menedzserével, aki szintén lelkes volt, és új gitárt adott Saracenónak. Ezzel a gitárral készültek az első demófelvételek, amelyeket Cohen elküldött Michael Boltonnak. Boltonnal és Desmond Childdel felvette az Emotional Fire című dalt.
1989-ben Saraceno kiadta első albumát (Never Look Back). játszott Jack Bruce turnéján, amelyhez Ginger Baker is csatlakozott. Ennek eredményeként sok Cream számot is játszottak.
1991-ben a Poison tagja lett.
A Poison után Saraceno film- és televíziós műsorok, reklámok és sorozatok zeneszerzőjeként dolgozott. Zenéje a Dallas 362 című filmben is szerepelt.
Apjával közösen effektpedálokat is fejlesztett gitárosok számára. 2000-ben a Transmission OK projekttel megpróbált visszatérni a rockzenéhez, de az üzleti siker elmaradt.
A 2010-es évek óta a Saraceno inkább a blues- és a countryzene felé fordult.

## Szólóalbumok
- Never Look Back (1989)
- Plaid (1992)
- Hairpick (1994)
- The Best of Blues Saraceno (2000)
- Dark Country (2012)
- Dangerous (2016)

### Cher
- 1989: Heart of Stone

### Taylor Dayne
- 1989: Can’t Fight Fake

### Kingdom Come
- 1991: Hands of Time

### Poison
- 1996: Greatest Hits 1986-1996
- 2000: Crack a Smile... And More

### Ziggy Marley
- 2003: Dragonfly

### Melissa Etheridge
- 2004: Lucky

### Gorgeous George
- 1999: Gorgeous George

### Transmission OK
- 2000: The Sky, The Stars And The Great Beyond...

### The Infinite Staircase
- 2009: The Road Less Taken

## Filmek
- Blues Saraceno az IMDb-n